# ألكساندرو ميتريتا
ألكساندرو ميتريتا (بالإنجليزية: Alexandru Mitriță) (8 فبراير 1995 بكرايوفا في رومانيا - ) هو لاعب كرة قدم روماني في مركز الجناح و لعب سابقاً في النادي الأهلي السعودي ونادي الرائد.

## وصلات خارجية
- ألكساندرو ميتريتسا على موقع الاتحاد الأوربي (الإنجليزية)
- ألكساندرو ميتريتسا على موقع الدوري الأمريكي (الإنجليزية)
- ألكساندرو ميتريتسا على موقع قاعدة بيانات كرة القدم.إي يو (الإنجليزية)
- ألكساندرو ميتريتسا على موقع ليكيب (الفرنسية)
- ألكساندرو ميتريتسا على موقع ناشيونال فوتبول تيمز (الإنجليزية)
- ألكساندرو ميتريتسا على موقع Soccerway.com (الإنجليزية)
- ألكساندرو ميتريتسا على موقع عالم كرة القدم.نت (الإنجليزية)
- ألكساندرو ميتريتسا على موقع AS.com (الإسبانية)